# Hrvatska diskografska udruga
Hrvatska diskografska udruga (HDU), utemeljena je 14. lipnja 1995. godine. Sjedište HDU-a je u Zagrebu. Radom HDU-a upravlja Upravni odbor.

## Ciljevi poradi kojih se utemeljuje HDU jesu
- Zastupanje i promicanje interesa diskografa - proizvođača fonograma, odnosno interesa glazbene industrije Republike Hrvatske općenito.
- Aktivnosti u funkciji unapređivanja diskografije, a koje su s njom u uskoj vezi
- Unapređenje i reguliranje međusobnih odnosa članova HDU.
- Unapređenje diskografske djelatnosti i njeno povezivanje s društvima i udrugama iz srodnih/susjednih djelatnosti.
- Utvrđivanje zajedničkih elemenata ugovora s autorima, izvođačima, licencnim partnerima, distributerima.
- Poticanje unapređivanja zakona iz domene autorskih i srodnih/susjednih prava kao i svih zakona koji izravno ili neizravno utječu i reguliraju diskografsku djelatnost.
- Utvrđivanje zajedničkih kriterija za dodjelu diskografskih nagrada i priznanja.
- Utvrđivanje zajedničkih elemenata i stavova u odnosu diskografije i članova HDU prema radiju, televiziji i ostalim sredstvima javnog priopćavanja.
- Borba protiv piratizacije diskografskih proizvoda.

HDU je osnovana prvotno kao udruga fizičkih osoba koje se bave diskografijom i s njom povezanim djelatnostima, jer je taj oblik udruživanja tada bio jedino moguć. U prvom Upravnom odboru HDU bili su: Hrvoje Markulj, predsjednik, Veljko Despot, dopredsjednik, Zdravko Josipović, tajnik, Šimo Jovanovac i Branko Paić. Slijedom izmjene Zakona o udrugama Skupština HDU, održana 8. siječnja 1998. usvaja novi Statut kojim se HDU transformira u udrugu pravnih osoba, dok na Skupštini 28. ožujka 2000. usvaja novi Statut usklađen s diskografskom slikom današnjice. U svojem članstvu HDU ima 12 diskografa koji predstavljaju sve relevantne domaće nakladnike. Osnivanje HDU bilo je i nužno i očekivano posebice iz aspekta reguliranja prava proizvođača fonograma. U tom smislu HDU se vrlo brzo i značajno uključio u rad na izradi prijedloga novih odredbi kojima se u Kaznenom zakonu štite diskografi, a naročito je značajan doprinos HDU na izradi prijedloga Zakona o izmjenama i dopunama Zakona o autorskom pravu u kojem se po prvi puta nalaze i prava vlasnika snimaka - proizvođača fonograma, a koji je usvojio Hrvatski Sabor u lipnju 1999. godine. Od svojeg osnutka HDU postaje jednim od ključnih utemeljitelja Diskografske nagrade "Porin". Naročito važna funkcija HDU je i borba protiv pirata, odnosno organizacija i provođenje vještačenja proizvoda za koje se sumnja da su piratski.

## Vanjske poveznice
- Hrvatska diskografska udruga  Arhivirana inačica izvorne stranice od 23. travnja 2021. (Wayback Machine)